# Ludmyła Poradnyk
Ludmyła Kostiantyniwna Poradnyk z domu Bobruś (ukr. Людмила Константиновна Порадник, z domu Бобрусь; ur. 11 stycznia 1946 w Kijowie) – ukraińska piłkarka ręczna. W barwach ZSRR dwukrotna medalistka olimpijska.
Z reprezentacją Związku Radzieckiego zdobywała złote medale olimpijskie w 1976 i 1980 roku. Łącznie w obu turniejach wystąpiła w 10 spotkaniach (8 bramek). W 1975 i 1978 była srebrną medalistką mistrzostw świata, w 1973 zdobyła brąz tej imprezy. Występowała w zespole Spartaka Kijów, z którym zdobyła 12 tytułów mistrzyni ZSRR i wielokrotnie triumfowała w europejskim Pucharze Mistrzów.